# Социјална патологија
Социјална патологија је у најширем смислу, наука о комплексу чињеница везаних за поремећаје који су социјално условљени, штетни, неприхватљиви и непожељни. У област социјалне патологије спадају социјалне болести (соматске, менталне и психо-соматске), социопатије, токсикоманије, пороци (алкохолизам, наркоманија), агресије (криминалитет) и социјалне дезорганизације.

## Појам социјалне патологије
Термин је латинско-грчка сложеница:
societas-друштво,
patos-болест, патња и 
logos-наука.
Из ових речи може се закључити да је социјална патологија наука о болести друштва.
Овај термин први пут је употребљен 1848. године као грана социјалне медицине. У друштвеним наукама има различита значења. Јелена Шпадијер-Џинић, са института за криминолошка и криминалистичка истраживања, наводи три значења:
1. Социјална патологија означава скуп различитих појава које се сматрају непожељним и негативним у односу на општеприхваћене норме у друштву.
2. Социјално патолошке појаве у друштву објашњавају се биолошко-медицинским теоријама.
3. Социјална патологија је посебна научна дисциплина која се бави проучавањем девијација у друштву.

## Предмет и методе проучавања
Социолошки приступ проучавању патологије је данас најраспрострањенији. Зачетник је Емил Диркем, који ју је дефинисао као примењену социологију. Обухвата три области социјалног истраживања:
1. Девијантно понашање - обухвата понашања која одступају од друштвених норми.
2. Друштвену дезорганизацију - обухвата распад образаца друштвених односа на којима се заснива организација институција или група.
3. Друштвено реаговање - обухвата друштвене мере за превенцију и елиминисање девијантних понашања.

### Девијантно понашање
Девијација је, у најширем смислу, одступање од утврђених стандарда и норми. У социјалној патологији под социјалним девијацијама подразумевамо ону врсту појединачног и групног понашања која имају за последице појаве социјално - деструктивног, патолошког и делинквентног понашања, а изазивају друштвену реакцију тј. све оне појаве које угрожавају универзалне друштвене вредности.
Емил Диркем је први социолог који је поставио критеријуме девијантног понашања. По њему, девијантна понашања су она понашања која би требало да буду другачија него што јесу, а нормална понашања су она која су баш онаква каква би и требало да буду. Разлике између нормалног и девијантног понашања приказују се различитим приступима:
- Статистички модел - Понашања су девијантна ако одступају од статистичког просека
- Нормативистичко схватање - Девијантно понашање је свако понашање које одступа од друштвених норми које је установила заједница.
- Конфликтне теорије - Владајућа група прописује правила понашања за све чланове друштва, а девијантним се сматра свако понашање које одступа од тих норми.
- Теорија вредности - Поред универзалних вредности прописују се норме и средства заштите утврђених вредности.

### Социолошке теорије девијантног понашања
Социолошке теорије уз личност посматрају и друштвене узроке који формирају утицаје на личност.
- Теорија социјалних процеса - Односи се на оне правце изучавања социјалних девијација који тумаче узроке ових појава, које припадају социјалним процесима, проблемима и социјалној средини. Диркем је појаве социјалних девијација објашњавао слабљењем утицаја друштвених норми и реакција, стањем када раније норме и стандарди добијају више карактер преживелости.
- Теорија социјалних веза - Једна је од новијих теорија, позната под називом теорија друштвене контроле, која за разлику од других има приступ да објасни зашто се људи понашају продруштвено, а не девијантно. Општи интерес је изражен у заједничком систему вредности.
- Теорија социјалног учења - У ову групу теорија спадају они приступи који појаве социјалних девијација тумаче опонашањем социјалне средине, узора и образаца.
- Културолошке теорије - Тумаче појаве социјалних девијација са аспекта проблема сукоба културе и културних образаца. Таквим се сматрају теорија културног конфликта, теорија поткултуре и контракултуре, теорије социјалног интеракционизма, теорија друштвених група...

### Друштвена дезорганизација
Друштвена дезорганизација се мање изучава од девијантног понашања, зато што се узроци девијантног понашања траже више у сфери личности појединца, а мање у одређеним својствима друштвеног система. Дезорганизацију карактерише одсуство, поремећај и распад социјалног система.
Услови дезорганизације:
1. Дезорганизација настаје када ситуације с којима се учесници једне акције суочавају нису дефинисане правилима - настаје стање анатомије
2. Дезорганизација настаје када учесници нису мотивисани.

### Друштвено реаговање
Друштвена реакција на девијације зависиће од:
1. природе девијације
2. степена и обима у коме се јавља
3. друштвене видљивости девијације
4. значаја који дата друштвена заједница придаје норми која је прекршена.

Услов да девијантно понашање изазове друштвену реакцију јесте да буде видљиво члановима заједнице. Социјална патологија користи све постојеће методе истраживања друштвених појава, као што су: интервју, анкета, социометријски тест, анализа садржаја, статистичке методе, ...

## Фазе у развоју
- Рана фаза је реформистичка оријентација- проучава друштвену девијацију која се јавља као последица наглог развоја.
- Фаза поштовања моралних вредности- крајем 19. и почетком 20. века. Изучавало се понашање људи које је било супротно моралним схватањима тог доба. У Европи се јављају студије Емила Диркема: Правила социолошке методе[4] и студија о самоубиству.
- Фаза незаинтересованости социолога за социолошке проблеме- до 1940. године.
- Фаза формирања теоријских објашњења девијантности у друштву-од 1940. године. У овом периоду настају студије и истраживања о облицима девијантног понашања (Криминалитет'a, Проституција'e,Наркоманија'e,Алкохолизам'a)
- Фаза мултидисциплинарног приступа девијантном понашању

## Однос са другим наукама
- Социјална патологија и криминологија-Изучавање Криминологија утиче на разјашњавање социјално патолошких појава.
- Социјална патологија и психологија- Социјална патологија користи сазнања до којих долази Психологија при проучавању личности и њеног понашања које условљава патолошке појаве.
- Социјална патологија и медицинске науке- Од медицинских наука, најтешњу везу има Психопатологија, наука о болесним душевним појавама.
- Социјална патологија и социјална политика- Социјална политика је јако битан услов за превенцију појава социјалне патологије и за ресоцијализацију личности са девијантним понашањима.
- Социјална патологија и социологија- Предмет изучавања Социологија је у великој мери и предмет изучавања социјалне патологије, јер патолошке појаве утичу на друштвени живот човека.